# Episodi di Tex Avery Show
Questa è una lista di diverse puntate della serie tv animata Tex Avery Show.

## Episodi
- 1.
  - Tex Avery: Rodeo rodeo, perché sei tu rodeo?
  - Pompeii Pete: Il neurochirurgo
  - Einstone: Il buongiorno si vede dal mattino
- 2.
  - Tex Avery: La rapina al treno
  - Genghis e Khannie: Un leone così sciocco
  - Freddy la mosca: Viva le nozze
- 3.
  - Tex Avery: La casa sulla montagna
  - Freddy la mosca: La crociera
  - Maurice e Jo Vispa: La colazione
- 4 
  - Tex Avery: Tex e l'orso
  - Maurice e Jo Vispa: La babysitter
  - Freddy la mosca: La psicosi
- 5
  - Pompeii Pete: A spasso con il signor Dan
  - Genghis e Khannie: Alla conquista della Scozia
  - Einstone: L'inventore e il dinosauro
- 6
  - Tex Avery: La febbre dell'oro
  - Pompeii Pete: Il cuoco è servito
  - Maurice e Jo Vispa: Il primo giorno di scuola
- 7
  - Freddy la mosca: Il silenzio degli studenti
  - Genghis e Khannie: Aloha!
  - Maurice e Jo Vispa: Lezione di kung fu
- 8
  - Power Pooch: Supergattaccio
  - Freddy la mosca: Buonanotte Freddy
  - Pompeii Pete: Non disturbare
- 9
  - Freddy la mosca: Il fantasma della mosca
  - Maurice e Jo Vispa: Al fuoco!
  - Power Pooch: La folle corsa
- 10
  - Genghis e Khannie: Viaggio in Grecia
  - Pompeii Pete: Il ladro e il dentista
  - Einstone: Preistoricamente temporaneo
- 11
  - Tex Avery: Un uomo chiamato cavallo
  - Einstone: Mamma di Neanderthal
  - Maurice e Jo Vispa: Il negozio di giocattoli
- 12
  - Tex Avery: La commedia dei disastri
  - Genghis e Khannie: La principessa del Cairo
  - Einstone: Due cuori e una caverna
- 13
  - Genghis e Khannie: Quel che tuo è Maya
  - Einstone: Ritorno al passato
  - Freddy la mosca: Bersaglio immobile
- 14
  - Pompeii Pete: L'apprendista gangster
  - Genghis e Khannie: Alla conquista dell'Himalaya
  - Einstone: Le prime uh-limpiadi
- 15
  - Einstone: La forma innanzi tutto
  - Genghis e Khannie: Le meraviglie della foresta
  - Power Pooch: Rapina in diretta
- 16
  - Tex Avery: Tex virtuale
  - Maurice e Jo Vispa: In gita con gli scout
  - Pompeii Pete: Cocco di mamma
- 17
  - Tex Avery: Vecchi nemici
  - Pompeii Pete: Caccia grossa
  - Einstone: C'è un medico in questa caverna?
- 18
  - Tex Avery: Quella mucca sarà mia
  - Power Pooch: Il ritorno del dottor Idrante
  - Freddy la mosca: Una mosca fortunata
- 19
  - Tex Avery: Assalto al forte
  - Freddy la mosca: Grassi o magri?
  - Power Pooch: Poveri ricchi
- 20
  - Pompeii Pete: I piaceri del golf
  - Power Pooch: Cani e marziani
  - Genghis e Khannie: Balla sui leoni
- 21
  - Tex Avery: Questo matrimonio non si farà
  - Freddy la mosca: Una mosca nel futuro
  - Maurice e Jo Vispa: È andata la luce
- 22
  - Freddy la mosca: Fratello e sorella
  - Power Pooch: Power e i pirati dell'aria
  - Maurice e Jo Vispa: La gara di pesca
- 23
  - Tex Avery: Grasso è bello
  - Freddy la mosca: Il dolce di Amanda
  - Pompeii Pete: Il conte Danula
- 24
  - Maurice e Jo Vispa: La fatina sdentata
  - Genghis e Khannie: Un barbaro alla corte di re Artù
  - Einstone: Prime cure
- 25
  - Tex Avery: L'espresso del west
  - Freddy la mosca: Una mosca di classe
  - Pompeii Pete: Il mago delle forbici
- 26
  - Einstone: Il secondo galateo Einstone
  - Pompeii Pete: Pulizie volanti
  - Power Pooch: Diffidare dalle imitazioni
- 27
  - Freddy la mosca: Una mosca al presidente
  - Power Pooch: Il gemello cattivo
  - Genghis e Khannie: A spasso su un asino
- 28
  - Power Pooch: Rapina al museo
  - Einstone: Come diventare re dei Neanderthal
  - Pompeii Pete: Atterraggio!
- 29
- 30
- 31
  - Freddy la mosca: Caccia alla volpe
  - Maurice e Jo Vispa: I polli extraterrestri
  - Pompeii Pete: Un piano diabolico
- 32
  - Tex Avery: Rivalità e riscatto
  - Freddy la mosca: L'isola delle mosche
  - Maurice e Jo Vispa: Il compleanno di Maurice
- 33
- 34
- 35
- 36
  - Maurice e Jo Vispa: Indovina chi viene a cena?
  - Freddy la mosca: Un diamante per sempre
  - Power Pooch: Alle prese con uno scoiattolo
- 37
- 38
  - Tex Avery: Affari di amore
  - Maurice e Jo Vispa: Pranzo elettrodomestico
  - Pompeii Pete: Eroi in azione
- 44
  - Power Pooch: È solo un film
  - Pompeii Pete: La notte dei tonti
  - Einstone: Tragedia e commedia
- 63
  - Tex Avery: Il festival delle papere
  - Maurice e Jo Vispa: Il tempo vola, i polli no
  - Pompeii Pete: Un nuovo impiego